# منتخب صربيا تحت 19 سنة لكرة القدم
منتخب صربيا تحت 19 سنة لكرة القدم (بالصربية: Фудбалска репрезентација Србије до 19 година)‏ هو ممثل صربيا الرسمي في المنافسات الدولية في كرة القدم في فئة كرة قدم للرجال تحت 19 سنة، يديريه اتحاد صربيا لكرة القدم.